# Daigo Umehara

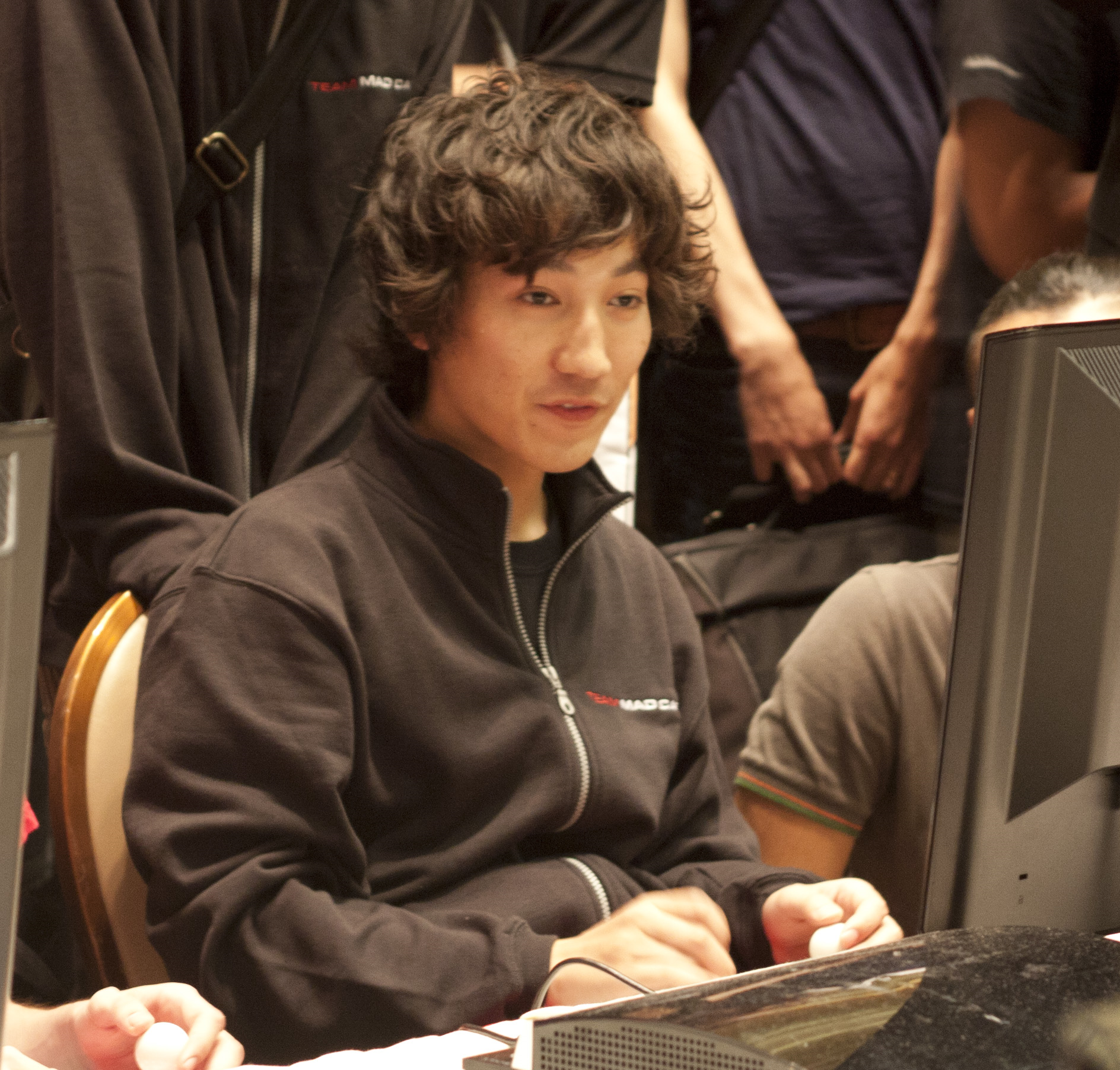
Daigo Umehara

Daigo Umehara (梅原 大吾, Aomori (Japan), 19 mei 1981) is een professioneel videospelspeler. Hij is gespecialiseerd in arcade-vechtspellen, met name die uitgegeven door Capcom. Hij staat bekend als Umehara of Ume in Japan en heeft internationaal de Engelse bijnaam The Beast. Umehara is momenteel de wereldkampioen Street Fighter IV. Hij staat ook in het Guinness Book of Records als meest succesvolle speler op grote Street Fighter-toernooien.